# Герб Узбекистану
Державний герб Узбекистану — один з офіційних символів держави. Прийнято 2 липня 1992. Офіційно — державний герб, хоча ця державна емблема не є геральдичною.

## Опис
Являє собою зображення сонця, що сходить над горами, річками й квітучою долиною, оточене вінком, що складається праворуч із колосся пшениці і ліворуч – з гілок бавовнику з розкритими коробочками. У верхній частині герба міститься восьмигранник, що символізує знак утвердження республіки, всередині якого півмісяць із зіркою. У центрі герба зображений птах Хумо з розкритими крилами – символ щастя та волелюбності. Унизу, на банті стрічки вінка, що символізує Державний прапор республіки, напис «Узбекистон» («Узбекистан»).
В основу композиції гербу покладено герб Узбецької РСР.

## Історичні герби

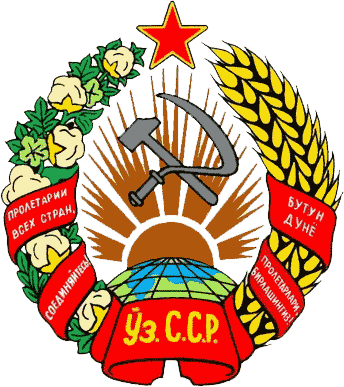
Герб Узбецької РСР

У складі СРСР країна мала офіційну назву Узбецька Радянська Соціалістична Республіка (Узбецька РСР, УзРСР), і використовувала радянську державну символіку.

## Галерея

Герб Узбекистану (1925—1937)
Герб Узбекистану (1937—1947)
Герб Узбекистану (1947)
Герб Узбекистану (1947—1992)